# Kamel Taha
Kamel Taha (in arabo كامل طه‎?; 1897) è stato un calciatore egiziano, di ruolo portiere.

## Carriera

### Nazionale
Con la nazionale egiziana partecipò sia ai Giochi olimpici di Anversa che a quelli di Parigi.